# Ivan Kovaljov (wielrenner)
Ivan Aleksandrovitsj Kovaljov (Russisch: Иван Александрович Ковалёв; Sverdlovsk, 26 juli 1986) is een Russisch weg- en baanwielrenner. Zijn broer Jevgeni is ook wielrenner.
Hij verdedigde zijn land één mal op de olympische spelen. Tijdens de ploegenachtervolging van de spelen in 2012 werd hij samen met zijn broer Jevgeni, Aleksej Markov en Aleksandr Serov vierde. Ze verloren de strijd om het brons van Nieuw-Zeeland met ruim drie seconden.
Individueel behaalde hij zijn grootste overwinning tijdens de wereldkampioenschappen baanwielrennen 2014 te Cali. In het onderdeel scratch bleef hij verrassend de Ier Martyn Irvine en King Lok Cheung uit Hong-Kong voor. Zo wist hij zich voor het eerst in zijn carrière te verzekeren van een wereldtitel.

## Baanwielrennen

### Palmares
| Jaar | RK                          | EK                   | WK                   | Overig                          |
| ---- | --------------------------- | -------------------- | -------------------- | ------------------------------- |
| 2005 |                             |                      |                      | WB Moskou: scratch              |
| 2006 |                             |                      |                      | WB Moskou: scratch              |
| 2007 |                             | ploegkoers           |                      |                                 |
| 2008 |                             | ploegkoers           |                      |                                 |
| 2009 |                             |                      |                      | WB Manchester: scratch          |
| 2010 |                             | ploegenachtervolging |                      |                                 |
| 2011 | ominum ploegenachtervolging | ploegenachtervolging | ploegenachtervolging | WB Astana: ploegenachtervolging |
| 2012 |                             |                      |                      | WB Peking: ploegenachtervolging |
| 2013 | ploegenachtervolging        | ploegenachtervolging |                      |                                 |
| 2014 |                             | ploegenachtervolging | scratch              | Moskou: ploegkoers, scratch     |

## Wegwielrennen

### Overwinningen
2009
4e etappe Vijf ringen van Moskou
2e etappe Ronde van Costa Rica
2010
Proloog Vijf ringen van Moskou
2013
Grote Prijs van Moskou

## Ploegen
- 2006 –  Omnibike Dynamo Moscow
- 2007 –  Amore & Vita-McDonald's
- 2008 –  Katjoesja Continental Team
- 2009 –  Moscow
- 2010 –  Moscow
- 2012 –  RusVelo
- 2013 –  RusVelo
- 2014 –  Russian Helicopters (tot 19-6)
- 2014 –  RTS-Santic Racing Team (vanaf 20-6)

Arguelyes · Chatoentsev · Firsanov · Jersjov · Jeskov · Kajkov · Klimov · I. Kovaljov · J. Kovaljov · Kozontsjoek · Krasnov · Markov · Manakov · Mironov · Ovetsjkin · Rovny · Savitski · Serov · Troesov · Valinin · Zoebov
Bojev · Firsanov · Klimov · Jersjov · Kotsjetkov · I. Kovaljov · J. Kovaljov · Krasnov · Majkin · Manakov · Mironov · Ovetsjkin · Pomosjnikov · Rybakov · Savitski · Serov · Solomennikov · Tatarinov · Zakarin
Andrejev · Antonov · Grigoriev · Jevtoesjenko · Koerbatov · Koestadintsjev · Komin · I. Kovaljov · J. Kovaljov · Leonov · Lobanov · Nytsj · Savitski · Sazanov · Tsjoersin · Zoebov